# Mark Davis (acteur pornographique)
Pour les articles homonymes, voir Mark Davis et Davis.
Mark Davis (né le 6 août 1965 dans l'Essex, au Royaume-Uni) est un acteur pornographique,  réalisateur et ancien strip-teaser britannique. IMDb le crédite dans 700 films,  allant jusqu'à plus d'un millier de films.

## Biographie
Ses parents ont quitté le Royaume-Uni en 1981 pour s'installer au Canada. Après avoir fini ses études, il est parti à Los Angeles à l'occasion d'un shooting pour Playgirl. De 1984 à 1988, Davis fut employé comme strip-teaser pour les « Chippendales ». Pendant ce temps, Davis eut des relations avec de nombreuses actrices porno qui lui recommandèrent de faire du X. En janvier de l'année 1993, il commence sa carrière dans l'industrie pornographique.
Davis devient rapidement l'une des stars masculines du X préférée de ses collègues féminines, puis le premier demandé par les actrices lorsque celles-ci avaient l'influence nécessaire pour pouvoir choisir leurs partenaires.
Au cours de sa carrière il a notamment tourné avec les Françaises Béatrice Valle, Tabatha Cash, Élodie Chérie, Liza Harper, Rebecca Lord, Barbara Doll, Pénélope, Coralie, Raphaëlla, Océane, Fovéa, Illona, Bamboo, Nomi, Katsuni, Melissa Lauren, et Loona Luxx ainsi qu'avec la Suisse Carole DuBois, la Québécoise Lanny Barbie et la Brésilienne Olivia del Rio.
La popularité de Mark Davis dans l'industrie des films pour adultes est souvent attribuée à son charme, un accent anglais prononcé, un corps musclé et pour le fait d'avoir un pénis très large non circoncis.
En 1996, il rencontre sur un plateau de tournage l'actrice Kobe Tai. Ils seront mariés de novembre 1996 à 1998. Sa femme actuelle est également une actrice porno : Kitten.
Il prend sa retraite du porno en 2012.

## Actrices porno célèbres ayant tourné avec lui
- Jenna Jameson (USA),
- Kobe Tai (USA),
- Asia Carrera (USA),
- Belladonna (USA),
- Alexandra Quinn (USA),
- Alektra Blue (USA),
- Stacy Valentine (USA),
- Nikki Tyler (USA),
- Jenna Haze (USA),
- Taylor Rain (USA),
- Tera Patrick (USA),
- Sasha Grey (USA),
- Tory Lane (USA),
- Gauge (USA),
- Devon (USA),
- Jesse Jane (USA),
- Jill Kelly (USA),
- Cytherea (USA),
- Aurora Snow (USA),
- Christina Angel (USA),
- Lauren Phoenix (Canada),
- Lanny Barbie (Canada),
- Briana Banks (Allemagne),
- Hannah Harper (Allemagne),
- Olivia Del Rio (France),
- Katsuni (France),
- Julia Channel (France),
- Tabatha Cash (France),
- Laure Sainclair (France),
- Cecilia Vega (France),
- Melissa Lauren (France),
- Rebecca Lord (France),
- Océane (France),
- Coralie (France),
- Lea De Mae (Tchèque),
- Monica Sweetheart (Tchèques),
- Sylvia Saint (Tchèques),
- Nikita Denise (Tchèques),
- Daniella Rush (Tchèques),
- Anita Dark (Hongrie)
- Anita Blonde (Hongrie)

## Récompenses
- 2006 : XRCO Hall of Fame
- 2003 : AVN Hall of Fame
- 1994 : XRCO Best Anal Sex Scene -"Butt Banged Bicycle Babes"
- 1996 : AVN Award Best Group Sex Scene - Video « World Sex Tour 1 »
- 1998 : AVN Award Best Anal Sex Scene - Video « Butt Banged Naughty Nurses »
- 2001 : XRCO Best Male - Female Sex Scene « Welcome to Chloeville »

## Filmographie partielle
Dans les 1000 :
- Garden Party (1997) avec Jill Kelly, Asia Carrera, Raylene, Roxanne Hall
- Sensations (1996)
- Jenna's Revenge (1996) avec Jenna Jameson
- Sunset and Divine: The British Experience  a.k.a.  Nine Minutes (1996) dans le rôle de "Hugh Grant", avec Divine Brown
- Pick Up Lines #45 avec Tera Patrick
- New Wave Hookers 5 (1997)
- Kobe's Tie
- Mission Erotica avec Kobe Tai
- Fade to Blue (2000) avec Nikita
- Sex Secrets of a Mistress (1995) avec Christy Canyon.

Butt Masters
Hot Rods & Tailpipes (part 1, 2 et 3)
Anabolic Asses of the World